# جیمز تنکارد
جیمز تنکارد (انگلیسی: James W. Tankard Jr.; ۲۰ ژوئن ۱۹۴۱ – ۱۲ اوت ۲۰۰۵) محقق علوم ارتباطات، نویسنده تئوری پیشگامان آماری و همکار در نگارش تئوری ارتباطات، ریشه‌ها، روش‌ها و کاربردها که در پنج نسخه منتشر شده و به شش زبان ترجمه شده‌است.